# Weltcup im Skibergsteigen 2023/24
Der Weltcup im Skibergsteigen 2023/24 war die in der Wintersportsaison 2023/24 wichtigste von der International Ski Mountaineering Federation ausgetragene Wettkampfserie im Skibergsteigen. Die Saison begann am 24. November 2023 in Val Thorens und endete am 10. April 2024 in Cortina d’Ampezzo.

## Terminkalender
| #      | Datum             | Land       | Ort               | Einzel | Sprint | Vertical | Staffel |
| ------ | ----------------- | ---------- | ----------------- | ------ | ------ | -------- | ------- |
| 1      | 25.–26. November  | Frankreich | Val Thorens       |        | ●      |          | ●       |
| 2      | 20.–21. Januar    | Andorra    | Arinsal           | ●      |        | ●        |         |
| 3      | 27.–28. Januar    | Spanien    | Boí Taüll         |        | ●      |          | ●       |
| 4      | 2. – 5. Februar   | Schweiz    | Villars-sur-Ollon | ●      | ●      |          | ●       |
| 5      | 22. – 25. Februar | Italien    | Martelltal        | ●      | ●      |          | ●       |
| 6      | 1.–2. März        | Österreich | Schladming        |        | ●      | ●        |         |
| 7      | 6.–10. April      | Italien    | Cortina d’Ampezzo | ●      | ●      | ●        | ●       |
| Anzahl | Anzahl            | Anzahl     | Anzahl            | 4      | 6      | 3        | 5       |

## Herren

### Weltcup-Übersicht
| Datum      | Austragungsort    | Disziplin     | Sieger             | Zweiter             | Dritter             |
| ---------- | ----------------- | ------------- | ------------------ | ------------------- | ------------------- |
| 25.11.2023 | Val Thorens       | Sprint        | Cardona Oriol Coll | Iñigo Martínez      | Thibault Anselmet   |
| 20.01.2024 | Arinsal           | Einzel        | Rémi Bonnet        | Thibault Anselmet   | Xavier Gachet       |
| 21.01.2024 | Arinsal           | Vertical Race | Rémi Bonnet        | Werner Marti        | Thibault Anselmet   |
| 27.01.2024 | Boí Taüll         | Sprint        | Thibault Anselmet  | Arno Lietha         | Cardona Oriol Coll  |
| 02.02.2024 | Villars-sur-Ollon | Sprint        | Robin Bussard      | Thibault Anselmet   | Nicolò Canclini     |
| 05.02.2024 | Villars-sur-Ollon | Einzel        | Rémi Bonnet        | Thibault Anselmet   | Matteo Eydallin     |
| 22.02.2024 | Martelltal        | Einzel        | Xavier Gachet      | William Bon Mardion | Matteo Eydallin     |
| 25.02.2024 | Martelltal        | Sprint        | Robin Galindo      | Cardona Oriol Coll  | Maximilien Drion    |
| 01.03.2024 | Schladming        | Vertical Race | Rémi Bonnet        | Thibault Anselmet   | Federico Nicolini   |
| 02.03.2024 | Schladming        | Sprint        | Cardona Oriol Coll | Thibault Anselmet   | Maximilien Drion    |
| 06.04.2024 | Cortina d’Ampezzo | Vertical Race | Rémi Bonnet        | Werner Marti        | Aurélien Gay        |
| 07.04.2024 | Cortina d’Ampezzo | Einzel        | Rémi Bonnet        | Davide Magnini      | William Bon Mardion |
| 09.04.2024 | Cortina d’Ampezzo | Sprint        | Thibault Anselmet  | Arno Lietha         | Loïc Dubois         |

### Wertungen

#### Gesamtweltcup
Endstand nach 13 von 13 Rennen (Top 10)
| Rang | Athlet             | Punkte |
| ---- | ------------------ | ------ |
| 1.   | Thibault Anselmet  | 998    |
| 2.   | Maximilien Drion   | 763    |
| 3.   | Rémi Bonnet        | 742    |
| 4.   | Cardona Oriol Coll | 582    |
| 5.   | Nicolò Canclini    | 566    |
| 6.   | Robin Bussard      | 555    |
| 7.   | Thomas Bussard     | 534    |
| 8.   | Aurélien Gay       | 468    |
| 9.   | Michele Boscacci   | 419    |
| 10.  | Arno Lietha        | 392    |

| Rang | Athlet              | Punkte |
| ---- | ------------------- | ------ |
| 1.   | Rémi Bonnet         | 373    |
| 2.   | Xavier Gachet       | 295    |
| 3.   | Maximilien Drion    | 263    |
| 4.   | Thibault Anselmet   | 246    |
| 5.   | Michele Boscacci    | 234    |
| 6.   | Matteo Eydallin     | 228    |
| 7.   | Davide Magnini      | 223    |
| 8.   | William Bon Mardion | 222    |
| 9.   | Alex Oberbacher     | 193    |
| 10.  | Daniel Ganahl       | 181    |

| Rang | Athlet             | Punkte |
| ---- | ------------------ | ------ |
| 1.   | Thibault Anselmet  | 527    |
| 2.   | Cardona Oriol Coll | 453    |
| 3.   | Arno Lietha        | 392    |
| 4.   | Maximilien Drion   | 368    |
| 5.   | Robin Galindo      | 346    |
| 6.   | Nicolò Canclini    | 321    |
| 7.   | Florian Sautel     | 317    |
| 8.   | Iñigo Martínez     | 312    |
| 9.   | Matteo Favre       | 280    |
| 10.  | Pablo Giner        | 258    |

| Rang | Athlet                | Punkte |
| ---- | --------------------- | ------ |
| 1.   | Rémi Bonnet           | 300    |
| 2.   | Werner Marti          | 246    |
| 3.   | Thibault Anselmet     | 225    |
| 4.   | Christof Hochenwarter | 212    |
| 5.   | Aurélien Gay          | 192    |
| 6.   | Federico Nicolini     | 191    |
| 7.   | Daniel Ganahl         | 164    |
| 8.   | Thomas Bussard        | 162    |
| 9.   | Robin Bussard         | 156    |
| 10.  | Gédéon Pochat         | 135    |

## Damen

### Weltcup-Übersicht
| Datum      | Austragungsort    | Disziplin     | Sieger                 | Zweiter               | Dritter                |
| ---------- | ----------------- | ------------- | ---------------------- | --------------------- | ---------------------- |
| 25.11.2023 | Val Thorens       | Sprint        | Caroline Ulrich        | Tove Alexandersson    | Marianna Jagerčíková   |
| 20.01.2024 | Arinsal           | Einzel        | Emily Harrop           | Alba De Silvestro     | Célia Perillat-Pessey  |
| 21.01.2024 | Arinsal           | Vertical Race | Alba De Silvestro      | Emily Harrop          | Marta García           |
| 27.01.2024 | Boí Taüll         | Sprint        | Emily Harrop           | Marianna Jagerčíková  | Célia Perillat-Pessey  |
| 02.02.2024 | Villars-sur-Ollon | Sprint        | Emily Harrop           | Marianne Fatton       | Célia Perillat-Pessey  |
| 05.02.2024 | Villars-sur-Ollon | Einzel        | Emily Harrop           | Alba De Silvestro     | Axelle Gachet-Mollaret |
| 22.02.2024 | Martelltal        | Einzel        | Axelle Gachet-Mollaret | Alba De Silvestro     | Johanna Hiemer         |
| 25.02.2024 | Martelltal        | Sprint        | Emily Harrop           | Célia Perillat-Pessey | Giulia Murada          |
| 01.03.2024 | Schladming        | Vertical Race | Sarah Dreier           | Johanna Hiemer        | Célia Perillat-Pessey  |
| 02.03.2024 | Schladming        | Sprint        | Caroline Ulrich        | Emily Harrop          | Marianne Fatton        |
| 06.04.2024 | Cortina d’Ampezzo | Vertical Race | Axelle Gachet-Mollaret | Sarah Dreier          | Tove Alexandersson     |
| 07.04.2024 | Cortina d’Ampezzo | Einzel        | Axelle Gachet-Mollaret | Emily Harrop          | Alba De Silvestro      |
| 09.04.2024 | Cortina d’Ampezzo | Sprint        | Emily Harrop           | Marianne Fatton       | Célia Perillat-Pessey  |

### Wertungen

#### Gesamtweltcup
Endstand nach 13 von 13 Rennen (Top 10)
| Rang | Athletin              | Punkte |
| ---- | --------------------- | ------ |
| 1.   | Emily Harrop          | 1112   |
| 2.   | Célia Perillat-Pessey | 909    |
| 3.   | Alba De Silvestro     | 816    |
| 4.   | Giulia Murada         | 748    |
| 5.   | Johanna Hiemer        | 731    |
| 6.   | Giulia Compagnoni     | 614    |
| 7.   | Lisa Moreschihi       | 565    |
| 8.   | Iwona Januszyk        | 558    |
| 9.   | Ana Alonso            | 546    |
| 10.  | Caroline Ulrich       | 531    |

| Rang | Athletin               | Punkte |
| ---- | ---------------------- | ------ |
| 1.   | Emily Harrop           | 363    |
| 2.   | Alba De Silvestro      | 351    |
| 3.   | Axelle Gachet-Mollaret | 281    |
| 4.   | Johanna Hiemer         | 274    |
| 5.   | Célia Perillat-Pessey  | 242    |
| 6.   | Lorna Bonnel           | 238    |
| 7.   | Giulia Murada          | 234    |
| 8.   | Giulia Compagnoni      | 232    |
| 9.   | Lisa Moreschihi        | 204    |
| 10.  | Caroline Ulrich        | 168    |

| Rang | Athletin              | Punkte |
| ---- | --------------------- | ------ |
| 1.   | Emily Harrop          | 533    |
| 2.   | Célia Perillat-Pessey | 466    |
| 3.   | Marianne Fatton       | 426    |
| 4.   | Tatjana Paller        | 387    |
| 5.   | Caroline Ulrich       | 363    |
| 6.   | Marianna Jagerčíková  | 359    |
| 7.   | Giulia Murada         | 334    |
| 8.   | Marta García          | 322    |
| 9.   | Ana Alonso            | 314    |
| 10.  | Léna Bonnel           | 282    |

| Rang | Athletin              | Punkte |
| ---- | --------------------- | ------ |
| 1.   | Sarah Dreier          | 263    |
| 2.   | Alba De Silvestro     | 246    |
| 3.   | Emily Harrop          | 216    |
| 4.   | Célia Perillat-Pessey | 201    |
| 5.   | Johanna Hiemer        | 198    |
| 6.   | Giulia Murada         | 180    |
| 7.   | Lisa Moreschihi       | 159    |
| 8.   | Giulia Compagnoni     | 141    |
| 9.   | Iwona Januszyk        | 127    |
| 10.  | Marta García          | 122    |

## Mixed

### Weltcup-Übersicht
| Datum      | Austragungsort    | Disziplin | Sieger                                   | Zweiter                                | Dritter                                        |
| ---------- | ----------------- | --------- | ---------------------------------------- | -------------------------------------- | ---------------------------------------------- |
| 26.11.2023 | Val Thorens       | Staffel   | FrankreichEmily Harrop Thibault Anselmet | SpanienAna Alonso Oriol Cardona Coll   | ItalienGiulia Murada Nicolò Canclini           |
| 28.01.2024 | Boí Taüll         | Staffel   | ItalienAlba De Silvestro Michele Bosacci | SpanienAna Alonso Oriol Cardona Coll   | FrankreichEmily Harrop Baptiste Ellmenreich    |
| 03.02.2024 | Villars-sur-Ollon | Staffel   | SpanienMarta García Oriol Cardona Coll   | SchweizMarianne Fatton Jon Kistler     | ItalienGiulia Murada Nicolò Canclini           |
| 24.02.2024 | Martelltal        | Staffel   | ItalienAlba De Silvestro Michele Bosacci | ÖsterreichJohanna Hiemer Paul Verbnjak | FrankreichAxelle Gachet-Mollaret Xavier Gachet |
| 10.04.2024 | Cortina d’Ampezzo | Staffel   | FrankreichEmily Harrop Thibault Anselmet | ÖsterreichJohanna Hiemer Paul Verbnjak | ItalienAlba De Silvestro Michele Bosacci       |

### Wertungen

#### Gesamtweltcup
Endstand nach 5 von 5 Rennen (Top 10)
| Rang | Nation      | Punkte |
| ---- | ----------- | ------ |
| 1.   | Italien     | 443    |
| 2.   | Frankreich  | 428    |
| 3.   | Spanien     | 412    |
| 4.   | Österreich  | 409    |
| 5.   | Schweiz     | 345    |
| 6.   | Deutschland | 310    |
| 7.   | Slowakei    | 279    |
| 8.   | Polen       | 236    |
| 9.   | Japan       | 204    |
| 10.  | Slowenien   | 170    |